# Mittelmeerspiele 1963
Die Mittelmeerspiele 1963 (offiziell: IV. Mittelmeerspiele) fanden vom 21. bis 29. September 1963 in der italienischen Stadt Neapel statt.

## Teilnehmende Nationen
Es nahmen 13 Nationen teil, die insgesamt 1057 Athleten (ausschließlich Männer) entsandten. Die Anzahl der Teilnehmer ist in Klammern angegeben.
- Frankreich (72)
- Griechenland (72)
- Italien (117)
- Libanon (54)
- Malta (36)
- Monaco (3)
- Marokko (108)
- Spanien (108)
- Syrien (72)
- Tunesien (46)
- Türkei (99)
- Vereinigte Arabische Republik (144)
- Jugoslawien (126)

## Sportstätten
Die Wettkämpfe fanden unter anderem an folgenden Orten statt:
- Stadio San Paolo
- Stadio Arturo Collana
- PalaArgento
- Velodromo Albricci
- Piscina Felice Scandone
- Lago di Patria

## Sportarten und Wettbewerbe
Das Programm der vierten Mittelmeerspiele umfasste 17 Sportarten mit 93 reinen Männerwettbewerben. Die Zahl in Klammern neben der Sportart gibt die Anzahl der Medaillenwettbewerbe pro Sportart an.
- Basketball (1)
- Boxen (10)
- Fechten (3)
- Feldhockey (1)
- Fußball (1)
- Leichtathletik (21)
- Radsport (7)
- Ringen (16)
- Rudern (7)
- Schießen (1)
- Schwimmen (8)
- Segeln (3)
- Tennis (2)
- Turnen (8)
- Volleyball (1)
- Wasserball (1)
- Wasserspringen (2)

## Medaillenspiegel
| Platz  | Land                          | Gold | Silber | Bronze | Gesamt |
| ------ | ----------------------------- | ---- | ------ | ------ | ------ |
| 01     | Italien                       | 42   | 30     | 24     | 96     |
| 02     | Frankreich                    | 17   | 23     | 13     | 53     |
| 03     | Türkei                        | 11   | 3      | 5      | 19     |
| 04     | Jugoslawien                   | 9    | 12     | 11     | 32     |
| 05     | Spanien                       | 6    | 6      | 14     | 26     |
| 06     | Vereinigte Arabische Republik | 5    | 14     | 12     | 31     |
| 07     | Tunesien                      | 2    | 2      | 2      | 6      |
| 08     | Marokko                       | 1    | —      | 9      | 10     |
| 09     | Griechenland                  | —    | 2      | 6      | 8      |
| 10     | Syrien                        | —    | 1      | 3      | 4      |
| 11     | Libanon                       | —    | —      | 1      | 1      |
| 12     | Monaco                        | —    | —      | 1      | 1      |
| Gesamt | Gesamt                        | 93   | 93     | 101    | 287    |